# Love and Deepspace
Love and Deepspace (chinês: 恋与深空; pinyin: Liàn yǔ Shēn kōng) é um jogo otome chinês desenvolvido e publicado pela Papergames (com publicação fora da China continental sob a Infold Games), lançado para Android e iOS em 18 de janeiro de 2024. É conhecido como o primeiro jogo otome em 3D, recebendo críticas geralmente positivas e alcançando sucesso comercial.

## Jogabilidade
Love and Deepspace é o primeiro jogo otome em 3D, que substitui o design de personagens semi-anime em 2D por uma modelagem semi-realista tridimensional. Esse estilo de arte 3D torna o jogo mais envolvente e foi responsável por sua grande popularidade. Ele apresenta um padrão free-to-play ao passo que é monetizado por gacha e compras no jogo, incluindo pacotes de presentes, cartões mensais e roupas para os personagens.
Love and Deepspace combina uma intensa jogabilidade de caça de monstros com um cenário de um universo de ficção científica, onde "o amor não conhece limites". Ele oferece a oportunidade de estabelecer relações com, até o momento, cinco interesses amorosos, que são Xavier, Rafayel, Zayne, Sylus e Caleb. Os jogadores assumem o papel de uma Caçadora do Espaço Profundo (Deepspace), empunhando um superpoder conhecido como Evol para confrontar seres cósmicos conhecidos como Wanderers. Os interesses amorosos servem como personagens coadjuvantes—com os quais os jogadores se conectam naturalmente ao longo de sua jornada. A jogabilidade apresenta combate de RPG de ação, permitindo que os jogadores se unam ao seu interesse amoroso escolhido para derrotar os Wanderers usando combinações e mecânicas de defesa. Sua história é apresentada muitas vezes através de segmentos de novelas visuais e, em outras, por meio de cutscenes totalmente animadas e dubladas.

## Desenvolvimento e lançamento
O jogo foi desenvolvido pela Papergames, uma companhia de jogos chinesa. Anunciado em novembro de 2023, Love and Deepspace foi lançado mundialmente em 18 de janeiro de 2024 para Android e iOS. É o segundo jogo da série Mr. Love.

### Música
A canção tema "Love and Deepspace", que inspira o título do jogo, é cantada por Sarah Brightman. Brightman descreveu-a como "exala[ndo] um ambiente misterioso e etéreo, tingido com um pouco de melancolia". A música tema da versão 2.0, intitulada "Visions Opposées", é cantada por Mikelangelo Loconte e produzida em colaboração com os criadores originais por detrás de Mozart, l'opéra rock. A música tema da versão 3.0 é uma canção chinesa intitulada "Cosmic Encounter", interpretada pelo vocalista Wu Bixia. A canção tema da versão 4.0, intitulada "Witnessed by Deepspace", é interpretada por Angela Zhang.

## Recepção
Love and Deepspace adquiriu grande popularidade em todo o mundo desde seu lançamento global em janeiro de 2024. Em outubro de 2024, seu número de downloads alcançou 14 milhões e gerou receitas de US$196 milhões. No Japão, foi o jogo de história interativo mais baixado e mais rentável de janeiro a setembro de 2024, acumulando quase US$30 milhões. Em março de 2025, o jogo tinha uma receita global acumulada de US$500 milhões, com mercados fora da China respondendo por 36% da receita total, com base em dados da empresa de análise Sensor Tower. Estudos atribuem o sucesso nas receitas à She Economy, uma vez que o jogo atende às necessidades e desejos das mulheres por igualdade, respeito e independência.

## Ações legais
Em 26 de agosto de 2024, Papergames emitiu uma declaração exigindo a remoção de uma diss track do rapper PACT, que, segundo eles, continha uso não autorizado de imagens do jogo com comentários distorcidos e depreciativos, e tomaria medidas legais sobre o assunto. Após a declaração, PACT excluiu o vídeo em questão e relançou uma versão sem cenas de jogo, na qual a música de rap e a letra tinham as mesmas legendas de antes. A primeira primeira sessão do tribunal foi realizada em 14 de janeiro de 2025 no Tribunal Popular do Distrito de Yangpu, em Xangai.

## Personagens
Até o momento, há cinco interesses amorosos no jogo: Xavier, Rafayel, Zayne, Sylus e Caleb.